# Фесик, Александр Андреевич
Фесик Александр Андреевич (7 апреля 1926, село Рубановка —2003) — украинский советский деятель, бригадир арматурщиков, старший мастер цеха Ново-Каховского завода железобетонных изделий Херсонской области. Депутат Верховного Совета СССР 5-го созыва.

## Биография
Родился 7 апреля 1926 года в крестьянской семье в селе Рубановка Херсонской области. В мае 1941 года окончил семь классов Рубанівської средней школы Великолепетихского района.
С 1943 по 1950 год — в Советской армии, участник Великой Отечественной войны. В марте 1945 года был тяжело ранен, полгода лечился в госпитале.
В 1950—1953 годах — повар рабочей столовой, заведующий отделом рабочего снабжения на строительстве Каховской гидроэлектростанции Херсонской области. Окончил курсы мастеров-строителей.
С 1953 года — бригадир монтажников-арматурщиков на строительстве Каховской ГЭС, бригадир слесарей-опалубников, старший мастер цеха Новокаховского завода железобетонных изделий Херсонской области. В 1958 году без отрыва от производства окончил вечернее отделение Новокаховского филиала Запорожского гидроэнергетического техникума.
Член КПСС с 1959 года.
Потом — на пенсии в городе Новой Каховке Херсонской области.

## Награды
- орден Ленина (1957)
- орден Отечественной войны II ст. (6.04.1985)
- медаль «За победу над Германией в Великой Отечественной войне 1941—1945 гг.»
- медаль «30 лет Советской армии и флота»
- медали